# Anthony Ireland
Anthony Bernard Ireland (ur. 25 września 1991 w Waterbury) – amerykański koszykarz, występujący na pozycji rozgrywającego, obecnie zawodnik HydroTrucka Radom.
W 2014 roku rozegrał trzy spotkania letniej ligi NBA (Las Vegas) w barwach Los Angeles Lakers.
11 marca 2016 podpisał umowę z klubem Trefl Sopot. 11 sierpnia 2017 został zawodnikiem litewskiego Juventusu-LKSK Utenos. 18 października 2018 dołączył do rosyjskiego Awtodoru Saratów.
4 maja 2021 zawarł kontrakt z HydroTruckiem Radom.

## Osiągnięcia
Stan na 6 maja 2021, na podstawie, o ile nie zaznaczono inaczej.
NCAA
- Uczestnik meczu gwiazd NCAA Division I – Reese's College All-Star Game (2014)
- Zaliczony do:
  - I składu:
    - konferencji West Coast (WCC – 2012–2014)
    - turnieju:
      - konferencji WCC (2013)
      - Great Alaska Shootout (2013)
      - Paradise Jam (2014)

    - pierwszoroczniaków WCC (2011)

Drużynowe
- Finalista pucharu ligi portugalskiej (2020)

Indywidualne
(* – nagrody przyznane przez portal eurobasket.com)
- Zaliczony do*:
  - I składu najlepszych obcokrajowców ligi polskiej (2017)
  - II składu ligi portugalskiej (2020)
  - składu honorable mention ligi:
    - polskiej (2017)
    - litewskiej (2018)